# Golfpark De Kurenpolder
Golfpark De Kurenpolder is opgericht op 21 september 1991. Per 1 januari 2023 is de exploitatie overgenomen door de Hollandsche Golfclub. 
Op het golfpark vind je twee 9-holes golfbanen. Er is een 9 holes par 68 baan en een kleine 9 holes par 3 baan voor beginners én het oefenen van het korte spel. 
Bij de aanleg van de banen is zoveel mogelijk gebruik gemaakt van bestaande begroeiing met veel wilgen en waterpartijen. Tijdens je ronde golf kijk je uit over de Bergsche Maas.
Op het park bevinden zich verder een golfschool en Brasserie.